# Ali ibne Hamude Anácer
Ali ibne Hamude Anácer (em árabe: الناصر علي بن حمود) foi o 9º califa de Córdova (sendo que três dos seus antecessores subiram ao trono mais de uma vez), entre 1016 até a sua morte. De origem berbere, ele era membro da dinastia hamúdida de Alandalus (a Hispânia islâmica).

## Biografia
Ele foi nomeado governador de Ceuta após 1013 pelo califa Solimão Almostaim. Aproveitando-se da anarquia que reinava então no califado, ele conquistou Tânger, também na África e, então, após ocupar o porto ibérico de Algeciras, conquistou Málaga. Empolgado com os sucessos, ele levou seu exército de mercenários até a capital, Córdova, capturando-a em 1 de julho de 1016. O califa Solimão Almostaim foi, num primeiro momento, aprisionado e, então, após as notícias sobre a morte do antigo califa, Hixame II, terem chegado à cidade, ele foi decapitado.
Ali foi eleito califa, adotando o título (lacabe) de "Anácer Lidim Alá" ("Defensor da Religião de Alá"). Inicialmente, a população o recebeu bem por conta de sua imparcialidade. Porém, tanto a sua severidade posterior e a aparição de um pretendente da dinastia reinante anterior, dos omíadas, Abderramão IV, fizeram com que a sua popularidade desabasse e ele terminou assassinado em 22 de março de 1018.
Abderramão foi eleito califa, mas terminou, por sua vez, deposto pelo irmão de Ali, Alcacim ibne Hamude Almamune, governador de Sevilha.